# Michael McKinnell
Michael McKinnell (Salford, Gran Manchester, Regne Unit, 25 de desembre de 1935 - Rockport, Massachusetts, 28 de març de 2020) va ser un arquitecte estatunidenc, d'origen anglés.
Nascut a Manchester, al Regne Unit, va arribar als Estats Units amb una beca Fulbright per cursar estudis de postgrau en arquitectura a Columbia. Ni ell ni Kallmann, natural de Berlín, eren arquitectes autoritzats en guanyar el concurs. En rebre l'encàrrec, van fundar "Kallmann McKinnell & Knowles", més tard "Kallmann McKinnell & Wood", i finalment "KMW Architecture", amb l'arquitecte Edward Knowles.
L'any 1962, quan encara estudiava a la Universitat de Colúmbia va decidir presentar-se al concurs de disseny per a l'Ajuntament de Boston amb el seu professor de la Universitat Gerhard Kallmann. El va guanyar. Tenia vint-i-sis anys i, acabava d'arribar del Regne Unit. Amb aquesta obra, que s'inaugurà el 1968, es va guanyar la fama.
McKinnell es convertí en professor titular de la Harvard Graduate School of Design. Es va convertir en una de les més prestigioses dels Estats Units, amb una envejable cartera de projectes que incloïen ambaixades, museus i edificis universitaris. Kallmann McKinnell & Wood va rebre el premi d'AIA Architecture Firm Award el 1984.
La seva obra s'ha vist impregnada pel segell distintiu de l'estil brutalista, sorgit com a part d'un esforç massiu de renovació urbana de la postguerra que va remodelar bona part del vell Boston i es va inaugurar el 1968. Des de llavors, l'Ajuntament ha resistit esforços agressius per alterar-lo o enderrocar-lo substancialment. El 2019 McKinnell es va unir a l'alcalde de Boston, Marty Walsh, en una celebració del 50é aniversari de l'edifici. El març del 2020 va morir a conseqüència de la COVID-19.